# Femmes du Bounty

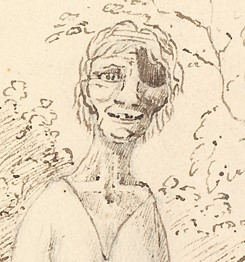
Dessin de Teraura par Edward Gennys Fanshawe.

Les femmes du Bounty sont les douze Polynésiennes enlevées par les mutins européens qui ont colonisé les îles Pitcairn. Mauatua (en), Teio (en), Teraura, Tevarua, Toofaiti et Vahineatua sont les six ancêtres des familles qui y vivent jusqu'à aujourd'hui (en). L'historiographie et l'intérêt populaire autour de la mutinerie du Bounty les relèguent généralement au second plan. Ces femmes furent de grandes artisanes de tapa.

## Origines
Selon H. E. Maude, deux des douze femmes kidnappées étaient de familles nobles, mais cette affirmation n'est pas vérifiée.
Les six matriarches sont toutes nées à Tahiti, sauf Toofaiti qui serait née à Ra'iatea.

## Rapt et voyage
Le 23 septembre 1789 à Tahiti, neuf mutins invitent les Polynésiennes et cinq hommes polynésiens à une fête sur le Bounty, sans leur révéler qu'elles embarquaient pour de bon,. Après quelques mois de navigation, au cours desquels Teio accoucha de sa fille Sarah, elles arrivèrent à Pitcairn. Teraura, la plus jeune, n'avait que 15 ans lors du débarquement.
En 1831, Mauatua et Teraura, avec une partie des habitants de Pitcairn, retournent à Tahiti et y séjournent cinq mois pendant lesquels environ dix-sept membres de l'équipage meurent de maladie. Elles retournent ensuite à Pitcairn.

## Héritage
À l'arrivée de Mayhew Folger à Pitcairn en 1808, plusieurs des femmes étaient décédées, mais six d'entre elles avaient donné naissance à vingt-quatre enfants, dont un décédé, tous descendants de six des mutins.
Selon Peter Mühlhäusler, les seuls mots tahitiens passés dans la langue de Pitcairn concernent uniquement les activités manuelles féminines et sont connotés péjorativement, ce qui indique que les voix des femmes du Bounty ont été opprimées par les mutins et que leurs enfants ont été élevés avec une forte déconsidération de leur culture maternelle.

## Historiographie
Il y a peu d'informations et d'études sur les femmes du Bounty. Selon Pauline Reynolds, même quand il y en a, elles sont étudiées d'une manière qui les traite comme des objets, et cela est lié à la manière dont la mutinerie du Bounty a été mythifiée dans les imaginaires européens en accordant le rôle central aux colons. Ainsi, dans Les Révoltés du Bounty de 1962, les circonstances de l'enlèvement sont déguisées : le film présente les femmes du Bounty se précipitant pour avoir l'honneur des relations sexuelles avec les marins blancs, ce qui relève du mythe de la vahiné selon Chantal Spitz. Une série de timbres a été émise pour honorer les femmes du Bounty, et la peintre Pauline Thompson (en) a réalisé plusieurs œuvres en leur honneur. Deux descendants de Mauatua ont écrit des fictions inspirées par sa vie,.

## Tapa

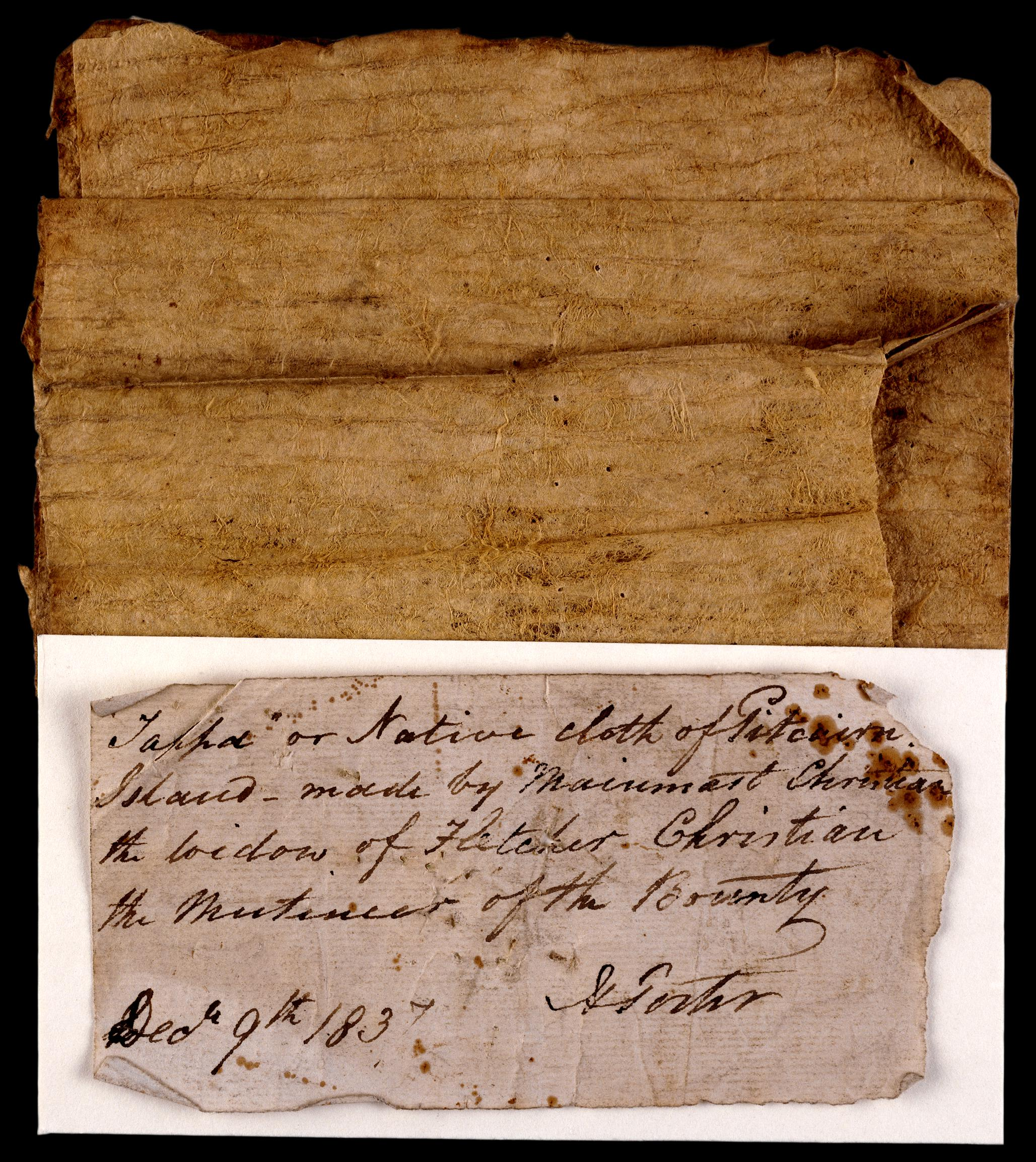
Tapa fabriqué par Mauatua, conservé au British Museum.

Il existe trente-huit morceaux de tapa de Pitcairn dans les collections de musée du monde entier, attribués à Mauatua et Teraura et leurs descendantes sur trois générations. Le tapa de Mauatua est de la variété blanche, très fin, et il semble qu'elle ait réservé à ses filles la transmission de sa technique raffinée. En 1856, George Curgenven rapporte que toutes les jeunes femmes de Pitcairn étaient vêtues de tapa, ce qui atteste de l'influence continue des savoir-faire des femmes du Bounty. Les visiteurs européens de Pitcairn du début du XIXe siècle remarquent tous la finesse, la douceur, la chaleur et la beauté du tapa local. Teraura a d'ailleurs offert un ouvrage de tapa à un visiteur en 1833, selon la coutume tahitienne adoptée également par les mutins de donner du tapa en cadeau aux invités. Les femmes du Bounty ont utilisé les mêmes plantes tinctoriales qu'à Tahiti pour produire le jaune et le rouge, et ont produit un tapa d'une blancheur exceptionnelle. Elles ont transmis à leur descendance les pareu et les tiputa. Il semble qu'elles aient emporté certains outils à tapa avec elles lors du grand voyage depuis Tahiti.